# SK Rakovník
SK Rakovník (Sportovní klub Rakovník) je jedním z nejstarších českých fotbalových klubů. Má trvalé sídlo v Rakovníku, hraje středočeský přebor

## Historie

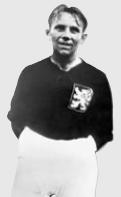
Oldřich Nejedlý, legenda rakovnické kopané

Klub byl založen již roku 1903 pod názvem Sportovní kroužek. V letech první světové války přerušil svou činnost, protože mnoho hráčů bylo povoláno přímo na frontu. V roce 1920 vedení klubu zakoupilo v západní části Rakovníka pozemek na výstavbu stadionu, která se začal postupně budovat. V roce 1929 vstoupil klub do nově vzniklé II. ligy, od té doby začal používat žluté dresy a modré trenýrky. Po postupu do I. ligy v roce 1942 byly na stadionu vybudovány kabiny pro hráče a rozhodčí, tehdejší kapacita stadionu čítala 12 000 míst, povrch hřiště byl škvárový. Nejvyšší fotbalovou soutěž hrál SK Rakovník v sezonách 1942/43 a 1945/46, v obou případech po jednom roce sestoupil. Celkem odehrál 40 ligových zápasů s bilancí 10 výher, 4 remíz, 26 proher a skóre 77:150. Při obou těchto ligových účastech vedl tým jako hrající trenér Oldřich Nejedlý, který se do Rakovníku vrátil v roce 1941. Legendární kanonýr, vicemistr světa a nejlepší střelec světového šampionátu v Itálii roku 1934. Ten v klubu svou bohatou kariéru i začínal, přišel do něj roku 1928 a za tři roky odešel do pražské Sparty, kde se proslavil. Dalším významným hráčem na soupisce z roku 1942 je Jiří Hanke, který za národní tým odehrál pět utkání. Ale i v méně slavných časech za SK Rakovník nastupovali zajímaví hráči, za svým parťákem Nejedlým do Rakovníka přišel na závěr kariéry například další vicemistr světa Josef Košťálek. Působil zde od roku 1946 do roku 1951. Později rakovnický dres natáhl přes hlavu i další vicemistr světa, tentokrát z roku 1962, Josef Kadraba. Od roku 1946 působí klub v nižších soutěžích. V roce 1974 byla na stadionu vybudována nová hrací plocha s travnatým povrchem. V roce 1979 byla vybudována železobetonová tribuna se střechou pro 900 sedících diváků. V roce 1985 vyrostla nová tribuna bez zastřešení pro 4000 stojících diváků.
V devadesátých letech 20. století hrál ČFL, kterou však s ukončením působnosti sponzora musel prodat a přihlásit tým do divize. V divizi se Rakovník objevoval ještě v roce 2010. Poté klub prošel změnami v hráčském kádru, kdy mladší hráči vystřídali starší hráče, kteří již „pověsili kopačky na hřebík“, což se samozřejmě podepsalo i na výkonnosti a klub hrál krajský přebor, kde však nedosahoval takových výsledků, jakých se očekávalo a přišel pád až do I. A třídy. Zde tým převzal trenér Jiří Kučera, který tým postavil vyloženě na odchovancích. V první sezoně mužstvo hrálo ve středu tabulky. V druhé sezoně (2013/2014) mužstvo ale dokázalo I. A třídu ovládnout a přišel postup zpět do krajského přeboru.
Návrat do krajského přeboru nebyl úplně dle představ vedení klubu. Podzimní část byla slušná, ale na jaře přišla výsledková krize a trenér Jiří Kučera šel od kormidla. Mužstvo převzal Miroslav Procházka, který jej vedl až do závěrečných kol sezony 2015/2016. Poté mu vedení oznámilo, že s ním od příští sezony nepočítá, že mužstvo přebírá ambiciózní mladý trenér Libor Šíma a Miroslav Procházka skončil ze dne na den. Mužstvo do konce sezony dotrénoval asistent Rostislav Hertl. Mladý ambiciózní trenér Libor Šíma ve své první sezoně dokázal (2016/2017) mužstvo zásluhou výborného jara pozvednout a dostat až na 4. místo v tabulce krajského přeboru, které znamenalo postup do FORTUNA divize A. V obnovené divizní premiéře v sezoně 2017/2018 mužstvo hrálo velmi dobře a při zisku 47 bodů obsadilo 4. místo. V sezoně 2018/2019 mužstvo vybojovalo 3. místo a následně postoupilo do ČFL pro nadcházející sezonu 2019/20.
V sezoně 2021/2022 klub hrál ČFL se spoustou neznámých hráčů cizí národnosti, což byl největší omyl tehdejšího předsedy Marka Tvrze, který tímto krokem klub zadlužil a vytuneloval a dostal oddíl do nejhorší situace v historii. Do nové sezony klub vstupuje zadlužen a přihlásil tak pouze I.A třídu, kterou hraje se svými odchovanci. V sezoně 2023/2024 se klub umístil v I.A třídě na prvním místě a postoupil do krajského přeboru. Současně se novému vedení povedlo klub prakticky oddlužit.

### Historické názvy
- Sportovní kroužek Rakovník (1903-1908)
- Sportovní klub Rakovník (1908-1948)
- JTO Sokol Rakovník (1948-1949)
- ZSJ KZ Rakovník (1949-1951)
- Sokol TOS Rakovník (1951-1953)
- Spartak Rakovník (1953-1958)
- Lokomotiva Rakovník (1958-1967)
- ČKZ Rakovník (1967-1968)
- SK Rakovník (1968-1973)
- ČKZ Rakovník (1973-1991)
- SK Rakovník (od 1991)

## Sportovní úspěchy

### Umístění v jednotlivých sezonách
- 1930/1931: 3. místo z 8 mužstev v II. profi lize
- 1941/1942: 1. místo z 12 mužstev v Divizi českého venkova - západ
- 1945/1946: I. celostátní liga sk. A - 7. místo z 10 mužstev
- 1961/1962: Oblastní přebor - 5. místo z 14 mužstev
- 1971/1972: Oblastní přebor - 1. místo z 14 mužstev
- 1977/1978: 1. místo v konečné tabulce divize z 16 mužstev
- 1984/1985: konečná tabulka divize - 1. místo z 16 mužstev
- 1996/1997: 8. místo v Česká fotbalová liga 1996/1997 z 18 mužstev
- 2001/2002: 3. místo z 15 mužstev v divizi B
- 2015/2016: 1. místo v Poháru SKFS 2015/2016 a kvalifikace do předkola MOL Cupu 2016/17
- 2018/2019: Postup do Česká fotbalová liga - 4. místo v Divizi A z 16 mužstev

Stručný přehled
Zdroj: 
Jednotlivé ročníky
Zdroj: 
Legenda: Z - zápasy, V - výhry, R - remízy, P - porážky, VG - vstřelené góly, OG - obdržené góly, +/- - rozdíl skóre, B - body, červené podbarvení - sestup, zelené podbarvení - postup, fialové podbarvení - reorganizace, změna skupiny či soutěže
| Československo (1925 – 1938)             |                                                                                  |                                                                                  |                                                                                  |                                                                                  |                                                                                  |                                                                                  |                                                                                  |                                                                                  |                                                                                  |                                                                                  |                                                                                  |
| Sezóny                                   | Liga                                                                             | Úroveň                                                                           | Z                                                                                | V                                                                                | R                                                                                | P                                                                                | VG                                                                               | OG                                                                               | +/-                                                                              | B                                                                                | Pozice                                                                           |
| ...                                      |                                                                                  |                                                                                  |                                                                                  |                                                                                  |                                                                                  |                                                                                  |                                                                                  |                                                                                  |                                                                                  |                                                                                  |                                                                                  |
| 1929/1930                                | 2. asociační liga                                                                | 2                                                                                | 14                                                                               | 6                                                                                | 1                                                                                | 7                                                                                | 46                                                                               | 32                                                                               | 18                                                                               | 13                                                                               | 4.                                                                               |
| 1930/1931                                | 2. asociační liga                                                                | 2                                                                                | 14                                                                               | 8                                                                                | 2                                                                                | 4                                                                                | 52                                                                               | 34                                                                               | 18                                                                               | 18                                                                               | 3.                                                                               |
| 1931/1932                                | 2. asociační liga                                                                | 2                                                                                | 16                                                                               | 8                                                                                | 2                                                                                | 6                                                                                | 38                                                                               | 35                                                                               | 3                                                                                | 18                                                                               | 5.                                                                               |
| 1932/1933                                | 2. asociační liga                                                                | 2                                                                                | 18                                                                               | 8                                                                                | 4                                                                                | 6                                                                                | 47                                                                               | 43                                                                               | 4                                                                                | 20                                                                               | 4.                                                                               |
| 1933/1934                                | 2. asociační liga                                                                | 2                                                                                | 18                                                                               | 8                                                                                | 2                                                                                | 8                                                                                | 36                                                                               | 34                                                                               | 2                                                                                | 18                                                                               | 5.                                                                               |
| 1934/1935                                | 2. ČMFL - Divize českého venkova                                                 | 2                                                                                | 22                                                                               | 6                                                                                | 7                                                                                | 9                                                                                | 34                                                                               | 47                                                                               | -14                                                                              | 19                                                                               | 8.                                                                               |
| 1935/1936                                | 2. ČMFL - Divize českého venkova                                                 | 2                                                                                | 22                                                                               | 7                                                                                | 6                                                                                | 9                                                                                | 30                                                                               | 56                                                                               | -26                                                                              | 20                                                                               | 8.                                                                               |
| 1936/1937                                | 2. ČMFL - Divize českého venkova                                                 | 2                                                                                | klub odstoupil ze soutěže                                                        | klub odstoupil ze soutěže                                                        | klub odstoupil ze soutěže                                                        | klub odstoupil ze soutěže                                                        | klub odstoupil ze soutěže                                                        | klub odstoupil ze soutěže                                                        | klub odstoupil ze soutěže                                                        | klub odstoupil ze soutěže                                                        | 12.                                                                              |
| 1937/1938                                | I. A třída                                                                       | 3                                                                                |                                                                                  |                                                                                  |                                                                                  |                                                                                  |                                                                                  |                                                                                  |                                                                                  | ?                                                                                | ?.                                                                               |
| 1938/1939                                | I. A třída                                                                       | 3                                                                                |                                                                                  |                                                                                  |                                                                                  |                                                                                  |                                                                                  |                                                                                  |                                                                                  | ?                                                                                | ?.                                                                               |
| Protektorát Čechy a Morava (1939 – 1944) |                                                                                  |                                                                                  |                                                                                  |                                                                                  |                                                                                  |                                                                                  |                                                                                  |                                                                                  |                                                                                  |                                                                                  |                                                                                  |
| Sezóna                                   | Liga                                                                             | Úroveň                                                                           | Z                                                                                | V                                                                                | R                                                                                | P                                                                                | VG                                                                               | OG                                                                               | +/-                                                                              | B                                                                                | Pozice                                                                           |
| 1939/1940                                | I. A třída                                                                       | 3                                                                                |                                                                                  |                                                                                  |                                                                                  |                                                                                  |                                                                                  |                                                                                  |                                                                                  | ?                                                                                | ?.                                                                               |
| 1940/1941                                | 2. ČMFL - Divize českého venkova                                                 | 2                                                                                | 22                                                                               | 11                                                                               | 4                                                                                | 7                                                                                | 59                                                                               | 42                                                                               | 17                                                                               | 26                                                                               | 5.                                                                               |
| 1941/1942                                | 2. ČMFL - Divize českého venkova                                                 | 2                                                                                | 22                                                                               | 16                                                                               | 2                                                                                | 4                                                                                | 85                                                                               | 39                                                                               | 46                                                                               | 34                                                                               | 1.                                                                               |
| 1942/1943                                | Národní liga                                                                     | 1                                                                                | 22                                                                               | 3                                                                                | 4                                                                                | 15                                                                               | 37                                                                               | 96                                                                               | -59                                                                              | 10                                                                               | 12.                                                                              |
| 1943/1944                                | Divize českého venkova                                                           | 2                                                                                | 22                                                                               | 18                                                                               | 1                                                                                | 3                                                                                | 104                                                                              | 40                                                                               | 64                                                                               | 37                                                                               | 1.                                                                               |
| 1944/45                                  | Fotbalová liga se nehrála z důvodu postupu válečné fronty na území protektorátu. | Fotbalová liga se nehrála z důvodu postupu válečné fronty na území protektorátu. | Fotbalová liga se nehrála z důvodu postupu válečné fronty na území protektorátu. | Fotbalová liga se nehrála z důvodu postupu válečné fronty na území protektorátu. | Fotbalová liga se nehrála z důvodu postupu válečné fronty na území protektorátu. | Fotbalová liga se nehrála z důvodu postupu válečné fronty na území protektorátu. | Fotbalová liga se nehrála z důvodu postupu válečné fronty na území protektorátu. | Fotbalová liga se nehrála z důvodu postupu válečné fronty na území protektorátu. | Fotbalová liga se nehrála z důvodu postupu válečné fronty na území protektorátu. | Fotbalová liga se nehrála z důvodu postupu válečné fronty na území protektorátu. | Fotbalová liga se nehrála z důvodu postupu válečné fronty na území protektorátu. |
| Československo (1945 – 1993)             |                                                                                  |                                                                                  |                                                                                  |                                                                                  |                                                                                  |                                                                                  |                                                                                  |                                                                                  |                                                                                  |                                                                                  |                                                                                  |
| Sezóna                                   | Liga                                                                             | Úroveň                                                                           | Z                                                                                | V                                                                                | R                                                                                | P                                                                                | VG                                                                               | OG                                                                               | +/-                                                                              | B                                                                                | Pozice                                                                           |
| 1945/1946                                | Fotbalová liga Československa – sk.A                                             | 1                                                                                | 18                                                                               | 7                                                                                | 0                                                                                | 11                                                                               | 40                                                                               | 54                                                                               | -14                                                                              | 14                                                                               | 7.                                                                               |
| 1946/1947                                | Divize českého venkova                                                           | 2                                                                                | 26                                                                               | 15                                                                               | 4                                                                                | 7                                                                                | 84                                                                               | 51                                                                               | 33                                                                               | 34                                                                               | 3.                                                                               |
| 1947/1948                                | Divize českého venkova                                                           | 2                                                                                | 22                                                                               | 14                                                                               | 3                                                                                | 5                                                                                | 80                                                                               | 28                                                                               | 52                                                                               | 31                                                                               | 3.                                                                               |
| Zemská soutěž 1948                       | Zemská soutěž – sk.A                                                             | 2                                                                                | 11                                                                               | 4                                                                                | 2                                                                                | 5                                                                                | 22                                                                               | 23                                                                               | -1                                                                               | 10                                                                               | 7.                                                                               |
| Oblastní soutěž 1949                     | Oblastní soutěž – sk.A                                                           | 2                                                                                | 26                                                                               | 10                                                                               | 6                                                                                | 10                                                                               | 65                                                                               | 63                                                                               | 2                                                                                | 26                                                                               | 9.                                                                               |
| Oblastní soutěž 1950                     | Oblastní soutěž – sk. A (III. liga)                                              | 3                                                                                | 22                                                                               | 7                                                                                | 4                                                                                | 11                                                                               | 42                                                                               | 56                                                                               | -14                                                                              | 18                                                                               | 9.                                                                               |
| Krajská soutěž – Praha 1951              | Krajská soutěž – Praha 1951 (oddělení A)                                         |                                                                                  | 18                                                                               | 12                                                                               | 2                                                                                | 4                                                                                | 51                                                                               | 35                                                                               | 16                                                                               | 26                                                                               | 2.                                                                               |
| Krajský přebor – Praha – západ 1952      |                                                                                  | 2                                                                                | 22                                                                               | 7                                                                                | 6                                                                                | 9                                                                                | 47                                                                               | 72                                                                               | -25                                                                              | 20                                                                               | 7.                                                                               |
| 1953                                     |                                                                                  |                                                                                  |                                                                                  |                                                                                  |                                                                                  |                                                                                  |                                                                                  |                                                                                  |                                                                                  | ?                                                                                | ?.                                                                               |
| 1954                                     |                                                                                  |                                                                                  |                                                                                  |                                                                                  |                                                                                  |                                                                                  |                                                                                  |                                                                                  |                                                                                  | ?                                                                                | ?.                                                                               |
| Oblastní soutěž 1955                     | Oblastní soutěž – sk. B (III. liga)                                              | 3                                                                                | 22                                                                               | 7                                                                                | 3                                                                                | 12                                                                               | 39                                                                               | 58                                                                               | -19                                                                              | 17                                                                               | 9.                                                                               |
| ...                                      |                                                                                  |                                                                                  |                                                                                  |                                                                                  |                                                                                  |                                                                                  |                                                                                  |                                                                                  |                                                                                  |                                                                                  |                                                                                  |
| 1972/1973                                | Divize B                                                                         |                                                                                  | 26                                                                               | 12                                                                               | 6                                                                                | 8                                                                                | 28                                                                               | 22                                                                               | 6                                                                                | 30                                                                               | 5.                                                                               |
| 1973/1974                                | Divize B                                                                         |                                                                                  | 26                                                                               | 13                                                                               | 5                                                                                | 8                                                                                | 35                                                                               | 24                                                                               | 11                                                                               | 31                                                                               | 2.                                                                               |
| 1974/1975                                | Divize B                                                                         |                                                                                  | 26                                                                               | 13                                                                               | 5                                                                                | 8                                                                                | 40                                                                               | 29                                                                               | 11                                                                               | 31                                                                               | 4.                                                                               |
| 1975/1976                                | Divize B                                                                         |                                                                                  | 26                                                                               | 11                                                                               | 6                                                                                | 9                                                                                | 35                                                                               | 25                                                                               | 10                                                                               | 28                                                                               | 3.                                                                               |
| 1976/1977                                | Divize B                                                                         |                                                                                  | 26                                                                               | 12                                                                               | 4                                                                                | 10                                                                               | 56                                                                               | 37                                                                               | 19                                                                               | 28                                                                               | 6.                                                                               |
| 1977/1978                                | Divize A                                                                         |                                                                                  | 30                                                                               | 15                                                                               | 11                                                                               | 4                                                                                | 49                                                                               | 18                                                                               | 31                                                                               | 41                                                                               | 1.                                                                               |
| 1978/1979                                | ČNFL – sk. A                                                                     | 2                                                                                | 30                                                                               | 12                                                                               | 4                                                                                | 14                                                                               | 44                                                                               | 59                                                                               | -15                                                                              | 28                                                                               | 10.                                                                              |
| 1979/1980                                | ČNFL – sk. A                                                                     | 2                                                                                | 30                                                                               | 12                                                                               | 6                                                                                | 12                                                                               | 42                                                                               | 48                                                                               | -6                                                                               | 30                                                                               | 6.                                                                               |
| 1980/1981                                | ČNFL – sk. A                                                                     | 2                                                                                | 30                                                                               | 6                                                                                | 9                                                                                | 15                                                                               | 31                                                                               | 50                                                                               | -19                                                                              | 21                                                                               | 14.                                                                              |
| 1981/1982                                | 2. ČNFL – sk. A                                                                  | 3                                                                                | 30                                                                               | 11                                                                               | 7                                                                                | 12                                                                               | 37                                                                               | 37                                                                               | 0                                                                                | 29                                                                               | 10.                                                                              |
| 1982/1983                                | 2. ČNFL – sk. A                                                                  | 3                                                                                | 30                                                                               | 11                                                                               | 4                                                                                | 15                                                                               | 30                                                                               | 51                                                                               | -21                                                                              | 26                                                                               | 14.                                                                              |
| 1983/1984                                | Divize A                                                                         | 4                                                                                | 26                                                                               | 13                                                                               | 8                                                                                | 5                                                                                | 31                                                                               | 21                                                                               | 10                                                                               | 34                                                                               | 2.                                                                               |
| 1984/1985                                | Divize B                                                                         | 4                                                                                | 30                                                                               | 20                                                                               | 6                                                                                | 4                                                                                | 58                                                                               | 21                                                                               | 37                                                                               | 46                                                                               | 1.                                                                               |
| 1985/1986                                | 2. ČNFL – sk. A                                                                  | 3                                                                                | 30                                                                               | 11                                                                               | 7                                                                                | 12                                                                               | 42                                                                               | 40                                                                               | 2                                                                                | 29                                                                               | 8.                                                                               |
| 1986/1987                                | 2. ČNFL – sk. A                                                                  | 3                                                                                | 30                                                                               | 10                                                                               | 11                                                                               | 9                                                                                | 48                                                                               | 44                                                                               | 4                                                                                | 35                                                                               | 4.                                                                               |
| 1987/1988                                | 2. ČNFL – sk. A                                                                  | 3                                                                                | 30                                                                               | 14                                                                               | 5                                                                                | 11                                                                               | 47                                                                               | 36                                                                               | 11                                                                               | 33                                                                               | 4.                                                                               |
| 1988/1989                                | 2. ČNFL – sk. A                                                                  | 3                                                                                | 30                                                                               | 14                                                                               | 8                                                                                | 8                                                                                | 43                                                                               | 31                                                                               | 12                                                                               | 36                                                                               | 3.                                                                               |
| 1989/1990                                | 2. ČNFL – sk. A                                                                  | 3                                                                                | 28                                                                               | 10                                                                               | 8                                                                                | 10                                                                               | 41                                                                               | 44                                                                               | -3                                                                               | 28                                                                               | 7.                                                                               |
| 1990/1991                                | 2. ČNFL – sk. A                                                                  | 3                                                                                | 30                                                                               | 13                                                                               | 8                                                                                | 9                                                                                | 56                                                                               | 44                                                                               | 12                                                                               | 34                                                                               | 6.                                                                               |
| 1991/1992                                | 2. ČNFL – sk. A                                                                  | 3                                                                                | 34                                                                               | 11                                                                               | 4                                                                                | 19                                                                               | 44                                                                               | 74                                                                               | -30                                                                              | 26                                                                               | 15.                                                                              |
| 1992/1993                                | Divize B                                                                         | 4                                                                                | 30                                                                               | 17                                                                               | 7                                                                                | 6                                                                                | 62                                                                               | 34                                                                               | 28                                                                               | 41                                                                               | 3.                                                                               |
| Česko (1993 – )                          |                                                                                  |                                                                                  |                                                                                  |                                                                                  |                                                                                  |                                                                                  |                                                                                  |                                                                                  |                                                                                  |                                                                                  |                                                                                  |
| Sezóny                                   | Liga                                                                             | Úroveň                                                                           | Z                                                                                | V                                                                                | R                                                                                | P                                                                                | VG                                                                               | OG                                                                               | +/-                                                                              | B                                                                                | Pozice                                                                           |
| 1993/1994                                | Divize B                                                                         | 4                                                                                | 30                                                                               | 15                                                                               | 9                                                                                | 6                                                                                | 53                                                                               | 28                                                                               | 25                                                                               | 39                                                                               | 3.                                                                               |
| 1994/1995                                | Divize B                                                                         | 4                                                                                | 20                                                                               | 7                                                                                | 3                                                                                | 6                                                                                | 63                                                                               | 23                                                                               | 40                                                                               | 67                                                                               | 2.                                                                               |
| 1995/1996                                | Česká fotbalová liga                                                             | 3                                                                                | 34                                                                               | 8                                                                                | 12                                                                               | 15                                                                               | 41                                                                               | 55                                                                               | -14                                                                              | 36                                                                               | 14.                                                                              |
| 1996/1997                                | Česká fotbalová liga                                                             | 3                                                                                | 34                                                                               | 14                                                                               | 7                                                                                | 13                                                                               | 53                                                                               | 52                                                                               | 1                                                                                | 49                                                                               | 8.                                                                               |
| 1997/1998                                | Divize B                                                                         | 4                                                                                | 30                                                                               | 13                                                                               | 7                                                                                | 10                                                                               | 50                                                                               | 39                                                                               | 11                                                                               | 46                                                                               | 5.                                                                               |
| 1998/1999                                | Divize B                                                                         | 4                                                                                | 28                                                                               | 7                                                                                | 9                                                                                | 12                                                                               | 39                                                                               | 46                                                                               | -7                                                                               | 30                                                                               | 10.                                                                              |
| 1999/2000                                | Divize B                                                                         | 4                                                                                | 28                                                                               | 7                                                                                | 9                                                                                | 12                                                                               | 39                                                                               | 46                                                                               | -7                                                                               | 30                                                                               | 10.                                                                              |
| 2000/2001                                | Divize B                                                                         | 4                                                                                | 30                                                                               | 8                                                                                | 9                                                                                | 13                                                                               | 35                                                                               | 46                                                                               | -11                                                                              | 33                                                                               | 15.                                                                              |
| 2000/2001                                | Divize B                                                                         | 4                                                                                | 30                                                                               | 12                                                                               | 3                                                                                | 15                                                                               | 55                                                                               | 55                                                                               | 0                                                                                | 39                                                                               | 8.                                                                               |
| 2001/2002                                | Divize B                                                                         | 4                                                                                | 30                                                                               | 14                                                                               | 10                                                                               | 6                                                                                | 45                                                                               | 34                                                                               | 11                                                                               | 52                                                                               | 3.                                                                               |
| 2002/2003                                | Divize B                                                                         | 4                                                                                | 30                                                                               | 12                                                                               | 8                                                                                | 10                                                                               | 37                                                                               | 29                                                                               | 8                                                                                | 44                                                                               | 7.                                                                               |
| 2003/2004                                | Divize B                                                                         | 4                                                                                | 30                                                                               | 10                                                                               | 6                                                                                | 14                                                                               | 37                                                                               | 45                                                                               | -8                                                                               | 36                                                                               | 10.                                                                              |
| 2004/2005                                | Divize B                                                                         | 4                                                                                | 30                                                                               | 11                                                                               | 4                                                                                | 15                                                                               | 34                                                                               | 52                                                                               | -18                                                                              | 37                                                                               | 11.                                                                              |
| 2005/2006                                | Divize B                                                                         | 4                                                                                | 30                                                                               | 6                                                                                | 8                                                                                | 16                                                                               | 31                                                                               | 59                                                                               | -28                                                                              | 26                                                                               | 16.                                                                              |
| 2006/2007                                | Přebor Středočeského kraje                                                       | 5                                                                                | 30                                                                               | 18                                                                               | 4                                                                                | 8                                                                                | 61                                                                               | 30                                                                               | 31                                                                               | 58                                                                               | 2.                                                                               |
| 2007/2008                                | Divize B                                                                         | 4                                                                                | 30                                                                               | 13                                                                               | 3                                                                                | 14                                                                               | 45                                                                               | 59                                                                               | -14                                                                              | 42                                                                               | 9.                                                                               |
| 2008/2009                                | Divize B                                                                         | 4                                                                                | 30                                                                               | 11                                                                               | 4                                                                                | 15                                                                               | 42                                                                               | 62                                                                               | -20                                                                              | 37                                                                               | 12.                                                                              |
| 2009/2010                                | Divize B                                                                         | 4                                                                                | 30                                                                               | 3                                                                                | 3                                                                                | 24                                                                               | 27                                                                               | 73                                                                               | -46                                                                              | 12                                                                               | 16.                                                                              |
| 2010/2011                                | Přebor Středočeského kraje                                                       | 5                                                                                | 30                                                                               | 11                                                                               | 3                                                                                | 16                                                                               | 33                                                                               | 61                                                                               | -28                                                                              | 36                                                                               | 13.                                                                              |
| 2011/2012                                | Přebor Středočeského kraje                                                       | 5                                                                                | 30                                                                               | 7                                                                                | 5                                                                                | 18                                                                               | 42                                                                               | 63                                                                               | -21                                                                              | 26                                                                               | 15.                                                                              |
| 2012/2013                                | I. A třída Středočeského kraje – sk.A                                            | 6                                                                                | 30                                                                               | 12                                                                               | 6                                                                                | 12                                                                               | 57                                                                               | 56                                                                               | 1                                                                                | 42                                                                               | 7.                                                                               |
| 2013/2014                                | I. A třída Středočeského kraje – sk.A                                            | 6                                                                                | 30                                                                               | 7                                                                                | 5                                                                                | 18                                                                               | 42                                                                               | 63                                                                               | -21                                                                              | 26                                                                               | 1.                                                                               |
| 2014/2015                                | Přebor Středočeského kraje                                                       | 5                                                                                | 30                                                                               | 9                                                                                | 9                                                                                | 12                                                                               | 36                                                                               | 48                                                                               | -12                                                                              | 36                                                                               | 11.                                                                              |
| 2015/2016                                | Přebor Středočeského kraje                                                       | 5                                                                                | 30                                                                               | 10                                                                               | 7                                                                                | 13                                                                               | 36                                                                               | 49                                                                               | -13                                                                              | 42                                                                               | 8.                                                                               |
| 2016/2017                                | Přebor Středočeského kraje                                                       | 5                                                                                | 30                                                                               | 13                                                                               | 7                                                                                | 10                                                                               | 64                                                                               | 55                                                                               | 9                                                                                | 52                                                                               | 4.                                                                               |
| 2017/2018                                | Divize A                                                                         | 4                                                                                | 30                                                                               | 12                                                                               | 8                                                                                | 10                                                                               | 56                                                                               | 50                                                                               | 6                                                                                | 47                                                                               | 4.                                                                               |
| 2018/2019                                | Divize A                                                                         | 4                                                                                | 30                                                                               | 14                                                                               | 8                                                                                | 8                                                                                | 55                                                                               | 38                                                                               | 17                                                                               | 54                                                                               | 3.                                                                               |
| 2019/2020                                | Česká fotbalová liga                                                             | 3                                                                                | 15                                                                               | 2                                                                                | 1                                                                                | 12                                                                               | 11                                                                               | 47                                                                               | -36                                                                              | 7                                                                                | 16.                                                                              |
| 2020/2021                                | Česká fotbalová liga                                                             | 3                                                                                | 8                                                                                | 2                                                                                | 0                                                                                | 6                                                                                | 9                                                                                | 18                                                                               | -9                                                                               | 6                                                                                | 14.                                                                              |
| 2021/2022                                | Česká fotbalová liga                                                             | 3                                                                                | 28                                                                               | 4                                                                                | 4                                                                                | 20                                                                               | 23                                                                               | 82                                                                               | -59                                                                              | 16                                                                               | 15.                                                                              |
| 2022/2023                                | I.A třída Středočeského kraje - sk.A                                             | 6                                                                                | 30                                                                               | 11                                                                               | 5                                                                                | 14                                                                               | 42                                                                               | 43                                                                               | -1                                                                               | 38                                                                               | 11.                                                                              |
| 2023/2024                                | I.A třída Středočeského kraje - sk.A                                             | 6                                                                                | 30                                                                               | 22                                                                               | 5                                                                                | 3                                                                                | 83                                                                               | 30                                                                               | 53                                                                               | 71                                                                               | 1.                                                                               |
| 2024/2025                                | Přebor Středočeského kraje                                                       | 5                                                                                | 30                                                                               | 15                                                                               | 6                                                                                | 9                                                                                | 56                                                                               | 48                                                                               | 8                                                                                | 51                                                                               | 6.                                                                               |

## Osobnosti klubu
za Rakovník nastupovalo mnoho známých hráčů, například
Pavel Besta, Pavel Drsek, Jiří Hanke, Petr Hlavsa, Rostislav Hertl, Rudolf Hyrman, Aleš Chvalovský, František Kolman, Josef Košťálek, Oldřich Nejedlý, Martin Psohlavec, Radek Sňozík, Radim Suchánek.
trenéři
Jiří Kučera, Oldřich Nejedlý, Martin Pulpit, Libor Šíma